# Carmen Montón
Carmen Montón Giménez (Burjassot, Valencia, 9 de marzo de 1976) es una médica, feminista, gestora sanitaria  y política española del Partido Socialista Obrero Español, actual embajadora observadora permanente del Reino de España ante la Organización de los Estados Americanos.
Concejal de cultura en el ayuntamiento de Burjasot desde el año 1999 hasta el 2004. Diputada en el Congreso en la viii, ix y x legislaturas,  consejera de Sanidad del gobierno de la Comunidad Valenciana entre 2015 y 2018. Ministra de Sanidad, Consumo y Bienestar Social en 2018 en el gobierno de Pedro Sánchez. 
Portavoz Socialista en la Comisión de Igualdad del Congreso de los Diputados (2012-2015). Secretaria de Igualdad de la Comisión Ejecutiva Federal del PSOE (2014-2016). Secretaria General Adjunta del Grupo Parlamentario Socialista (2013-2014). Vocal de la Comisión Ejecutiva Federal del Partido Socialista. (2012-2014). Coordinadora federal de la Organización Sectorial de Participación Ciudadana del PSOE (2005-2012). Militante del JSE (1992-2007). Concejal de Cultura en el Ayuntamiento de Burjasot (1999-2004). Secretaria de Movimientos Sociales y ONG PSPV-PSOE (2000-2004).

## Biografía

### Orígenes y comienzos en la política local
Nacida en Burjassot en 1976. En 1992, a los dieciséis años, se afilió a las Juventudes Socialistas de España (JSE), organización a la que perteneció hasta 2007. Se licenció en Medicina por la Universidad de Valencia, aunque nunca llegó a ejercer. Además, obtuvo un máster de Estudios Interdisciplinares de Género por la Universidad Rey Juan Carlos I.
Previo a su paso a la política a nivel nacional y autonómico fue concejala de cultura en el ayuntamiento de su localidad natal, Burjassot, de 1999 a 2004. Allí, desde la Concejalía de Cultura, se ocupó del nacimiento de la Fundación de Vicent Andrés Estellés, poeta internacional nacido en Burjassot.

### Diputada nacional por Valencia

#### VIII legislatura (2004-08)
En la VIII Legislatura, su trabajo como parlamentaria se centró en la ampliación de derechos civiles, siendo ponente de la Ley 13/2005, de 1 de julio, por la que se modifica el Código Civil en materia de derecho a contraer matrimonio también de la Ley 3/2007, de 15 de marzo, reguladora de la rectificación registral de la mención relativa al sexo de las personas. 
También fue ponente de la Ley Orgánica 3/2005, de 8 de julio, de modificación de la Ley Orgánica 6/1985, de 1 de julio, del Poder Judicial, para perseguir extraterritorialmente la práctica de la mutilación genital femenina. También de la Ley 14/2006, de 26 de mayo, sobre técnicas de reproducción humana asistida y del Real Decreto Legislativo 1/2007, de 16 de noviembre, por el que se aprueba el texto refundido de la Ley General para la Defensa de los Consumidores y Usuarios y otras leyes complementarias.
Dentro del partido socialista fue coordinadora federal de la Organización Sectorial de Participación Ciudadana (2005-2012). Está considerada como una defensora de los derechos de las mujeres, de los derechos civiles de lesbianas, gais y transexuales y de la sanidad pública y universal.

#### IX legislatura (2008-11)
En la IX Legislatura, fue ponente de la Ley Orgánica 2/2010, de 3 de marzo, de salud sexual y reproductiva y de la interrupción voluntaria del embarazo. Previamente dirigió los trabajos por parte del Grupo Socialista de la Subcomisión de la aplicación de la legislación de la interrupción voluntaria del embarazo, que sentó las bases de la Ley Orgánica 2/2010. Fue ponente de la ley de salud sexual y reproductiva en 2010. En esta misma legislatura, también coordinó los trabajos, por parte del Grupo Socialista, de la Subcomisión para el estudio de la aplicación de la Ley integral contra violencia género. En este periodo, fue coordinadora del grupo de trabajo del programa electoral de 2008, que elaboró la propuesta de la Ley de igualdad de trato y contra la discriminación.

#### X legislatura (2011-15)

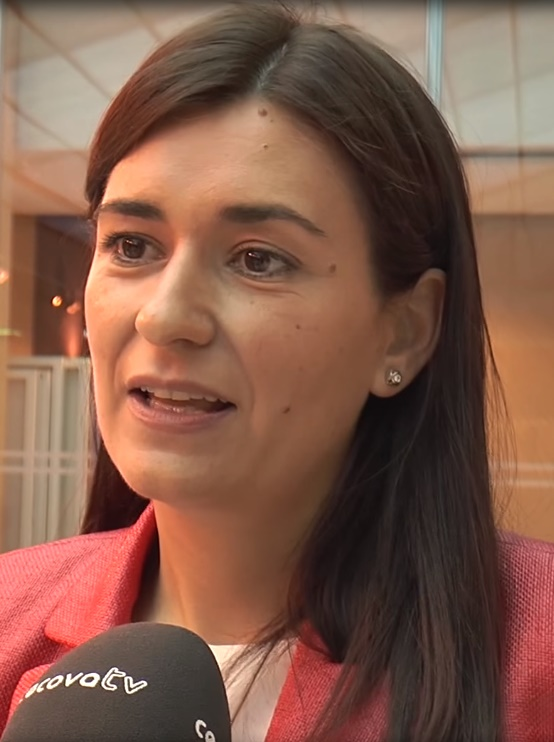
Montón en 2015

En la X Legislatura, coordina por parte del Grupo Socialista, los trabajos de las Subcomisiones de Racionalización de Horarios, Conciliación y Corresponsabilidad y también los de la Subcomisión para el estudio de la trata de seres humanos con fines de explotación sexual. Entre sus intervenciones destaca la referente a la defensa de los derechos sexuales y reproductivos de las mujeres, así como la lucha contra la violencia de género. También son reseñables sus intervenciones relativas a la defensa de la Ley de Igualdad de Trato y contra la Discriminación, cuya aprobación se frustró por la votación en contra del Partido Popular.
Durante esta legislatura fue portavoz socialista de la Comisión de Igualdad en el Congreso de los Diputados (2012-2015); secretaria de Igualdad de la Comisión Ejecutiva Federal del PSOE (julio de 2014-septiembre de 2016); secretaria general adjunta del Grupo Parlamentario Socialista (2013-2014), y vocal de la Comisión Ejecutiva Federal del Partido Socialista (2012-2014).
En su labor al frente de la secretaría de igualdad del PSOE cabe destacar su preocupación por la igualdad salarial y los cuidados, llevando hacia delante el lema de "cuidar lo mismo y cobrar lo mismo".
También su oposición a la custodia compartida impuesta, la legalización de los vientres de alquiler y la legalización de la prostitución. Por primera vez el PSOE habla de abolición de la prostitución en su programa electoral.
Formó parte del equipo de Pedro Sánchez en la Comisión Ejecutiva Federal, de la comisión de listas y en la campaña electoral.  Además, Sánchez contó con Montón para la constitución el “gobierno del cambio”  como un gobierno en la sombra, que presentó en mayo de 2016, en Barcelona,  como parte de su estrategia para las elecciones generales del 26 de junio de ese año. Este equipo estaba compuesto por figuras destacadas del PSOE y expertos independientes - Sami Näir, Teresa Ribera, Ángel Gabilondo, Josep Borrell, Margarita Robles, Meritxell Batet, Patxi López, entre otros-, con el objetivo de diseñar y mostrar un proyecto renovador y plural para el país. Formó parte del equipo de Pedro Sánchez en la Comisión Ejecutiva Federal, de la comisión de listas  y en la campaña electoral que constituyó 
Se mantuvo al lado de Pedro Sánchez en el comité federal defendiendo la postura del NO ES NO contraria a facilitar el gobierno a Rajoy. La postura de los varones favorables a la abstención en la investidura de Rajoy  hizo que finalmente el secretario general dimitiera por coherencia.

### Consejera de Sanidad en la Generalidad Valenciana (2015-2018)
Desde junio de 2015 hasta 2018 fue consejera autonómica de Sanidad Universal y Salud Pública en el consejo (gobierno autonómico) de Ximo Puig, conformado por socialistas y Compromís. Durante su mandato implantó la gestión pública del Hospital de La Ribera, hospital emblemático del conocido como modelo Alzira, desde abril de 2018.
Carmen Montón fue una de las consejeras de Sanidad mejor valoradas en la historia reciente de la Comunidad Valenciana. Durante su mandato (2015–2018), logró una mejora significativa en la satisfacción de la ciudadanía con los servicios sanitarios públicos. Según la Encuesta de Salud 2016, cerca del 90% de la población adulta de la Comunidad Valenciana se mostró satisfecha o muy satisfecha con los servicios sanitarios públicos, independientemente de la edad, sexo y nivel socioeconómico. Este fue el grado de satisfacción más alto desde 2001, consolidando una tendencia positiva en la percepción de la sanidad pública desde 2010.

### Ministra de Sanidad, Consumo y Bienestar Social (2018)

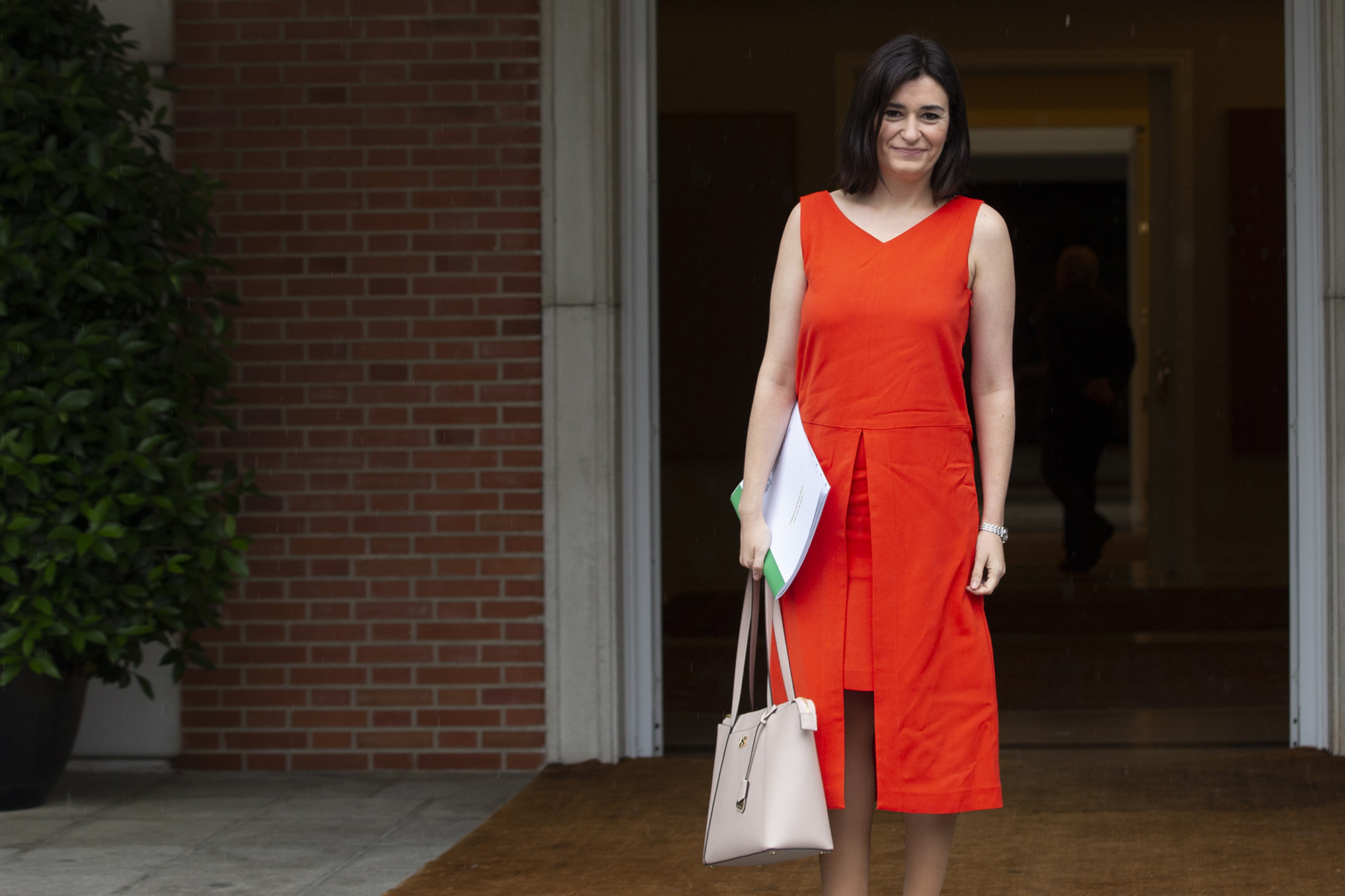
Fotografiada en La Moncloa en junio de 2018 como nueva responsable de la cartera de Sanidad, Consumo y Bienestar Social.

Montón fue elegida por Pedro Sánchez para formar parte de nuevo gobierno que este formó, tras la moción de censura que el PSOE presentó contra el anterior gobierno de Mariano Rajoy (PP) y que fue aprobada por el Congreso de los Diputados el 1 de junio de 2018. Montón ocupó la cartera de Sanidad.
De junio a septiembre de 2018 formó parte del Gobierno de España como Ministra de Sanidad, Consumo y Bienestar Social. Su gestión se basó en la recuperación de derechos sanitarios y sociales desde el sistema público. Cabe destacar la recuperación de la universalidad en la asistencia sanitaria, y el claro posicionamiento en contra de las pseudociencias. Así como la recuperación del acceso para todas las mujeres sin exclusión por estado civil u orientación sexual a las técnicas de reproducción asistida en el sistema sanitario público. Además del impulso en la defensa de los derechos de la infancia y contra la violencia que sufren niños, niñas y adolescentes. 
En septiembre de 2018, Carmen Montón dimitió como ministra de Sanidad tras la difusión de informaciones sobre varias irregularidades de plagio, notas manipuladas, falta de asistencia a clase y convalidaciones en la obtención de su máster en la Universidad Rey Juan Carlos.  En noviembre de ese mismo año, el Juzgado de Instrucción nº 51 de Madrid archivó la causa que se había abierto al no encontrar indicios de delito ni responsabilidad penal.

### Embajadora Observadora Permanente de España ante la Organización de los Estados Americanos y la Organización Panamericana de la Salud (2020 – presente)
Carmen Montón es Embajadora Observadora Permanente de España ante la Organización de los Estados Americanos (OEA) y la Organización Panamericana de la Salud (OPS) desde 2020, promoviendo iniciativas en favor de la igualdad de género y políticas de salud pública en la región.
En 2023, Montón integró la Comisión de Alto Nivel sobre Salud Mental y COVID-19 en las Américas, impulsada por la OPS. Esta comisión elaboró el informe Una nueva agenda para la salud mental en las Américas, que analiza el impacto de la pandemia en la salud mental en la región y presenta recomendaciones para su abordaje.
Durante 2024, trabajó junto a la Comisión Interamericana de Mujeres (CIM), en diversas iniciativas para fortalecer la paridad de género en la vida pública. Participó en el comité redactor de la Ley Modelo Interamericana sobre Paridad en la Vida Pública y Política, iniciativa liderada por la CIM. cuyo objetivo es establecer estándares regionales vinculantes para garantizar una representación equitativa de las mujeres en los niveles de toma de decisiones políticas, con especial atención a los poderes del Estado y sistemas judiciales. Asimismo, formó parte de la iniciativa de liderazgo femenino "Romper el Molde".
Desde 2022,la Embajadora Montón preside el Círculo de Liderazgo en Diplomacia Cultural de la OEA para el Museo de Arte de las Américas (AMA), una iniciativa destinada a fortalecer el rol del museo como espacio para la promoción de los valores de la OEA a través del arte.
La Embajadora Montón también ha participado, desde la Misión de España ante la OEA, la creación del Círculo de Amistad Ñ para la Lengua Española en la OEA. Como resultado, el 5 de marzo de 2025, el Consejo Permanente de la OEA aprobó por aclamación la Declaración para la Inclusión del Idioma Español como Lengua Oficial de la Corte Internacional de Justicia.

### Otras actividades
Miembro del Intergrupo Parlamentario Español sobre Población, Desarrollo y Salud Reproductiva, que coordinó durante el periodo 2008-2012. De la misma forma, fue miembro del Foro Parlamentario Europeo de Población, Desarrollo y Salud Reproductiva, desde 2004. En 2013 participó en la Comisión Parlamentaria de la CSW de Naciones Unidas, como representante de dicho foro. También formó parte del Programa de Liderazgo Político del Instituto Aspen.También formó parte de la iniciativa mujeres de la sanidad. Colaboró en la sección de opinión en El HuffPost  , ElDiario.es, en Muy Interesante  y el suplemento A tu salud de La Razón. 
Fue una de las primeras voces en España en alertar del impacto negativo de las nuevas formas de prostitución en la infancia y adolescencia. Participó en la presentación y difusión del informe “Nueva pornografía y cambios en las relaciones interpersonales”, elaborado por Carmen Orte y Lluís Ballester, en la Universitat de València en junio de 2019. Este estudio, basado en encuestas a casi 2.500 jóvenes de entre 16 y 29 años de siete comunidades autónomas, analiza el impacto de la pornografía en la adolescencia y la juventud. Expresó su preocupación por el hecho de que la pornografía se haya convertido en la nueva educación sexual para muchos jóvenes. Denunció que este fenómeno genera la creencia de que los hombres tienen acceso libre al cuerpo de las mujeres y educa en conductas y creencias violentas, resultando en la supremacía del varón sobre la mujer. Montón abogó por desarrollar acciones concretas e incrementar la vigilancia respecto a los menores, sin llegar a la prohibición de la pornografía.
Coprotagonizó el documental La palabra maldita, que aborda el suicidio desde una perspectiva de supervivencia y prevención, del director Javier Álvarez Solís. Se estrenó en septiembre de 2022 y está disponible en Filmin .  

### Acusaciones de ocultación de bienes y respuesta legal (2022)
En octubre de 2022, el diario ABC acusó a Carmen Montón de no declarar ante el Congreso la compra de una vivienda y tres hipotecas realizadas en 2012, supuestamente incumpliendo la Ley Electoral, que obliga a los diputados a declarar los bienes tanto al adquirir como al dejar de ser parlamentarios. Montón negó las acusaciones, afirmó haber cumplido con todas sus obligaciones legales y anunció acciones legales contra el medio. Indicó que las hipotecas correspondían a condiciones estándar de Bankia, donde trabajaba su marido, y que tanto la compra como las deudas estaban reflejadas en sus declaraciones fiscales y patrimoniales.

## Vida privada
Está casada con el economista Alberto Hernández y es madre de una hija, Carmen.

## Distinciones y condecoraciones
- Gran Cruz de la Real Orden de Carlos III (2021)[31]